# 684
Il 684 (DCLXXXIV in numeri romani) è un anno bisestile del VII secolo.

## Eventi

### Per luogo

#### Europa
- Una spedizione mandata dal Re della Northumbria Ecgfrith approda in Irlanda nel periodo estivo facendo razzia di bottini e prigionieri

#### Asia
- Wu Ze Tian prende il potere in Cina.
- Marwan I succede al califfo omayyade Muawiya II

#### Mesoamerica
- 10 gennaio — K'inich Kan B'alam II diventa il governante della dominazione Maya di Palenque

### Per argomento

#### Religione
- 26 giugno — Papa Benedetto II succede a Papa Leone II come 81º pontefice.

#### Astronomia
- 2 ottobre - Tredicesimo passaggio registrato della cometa di Halley al perielio. Ampiamente documentato nelle cronache della città di Norimberga, nei suoi registri è presente la più antica raffigurazione di una cometa, utilizzati dall'astronomo Edmond Halley per ricostruire l'orbita ed il periodo. (Evento astronomico 1P/684 R1).

## Nati
- Kul Tigin, generale turco († 731)

## Morti
- 18 agosto - Al-Dahhak ibn Qays al-Fihri, funzionario e generale arabo
- 20 agosto - Filiberto di Jumièges, abate, missionario e santo franco (n. 616)
- 24 agosto - Audoeno di Rouen, vescovo e santo franco (n. 609)
- Aldegonda di Maubeuge, religiosa franca
- Conan di Man, vescovo irlandese
- Muslim ibn 'Uqba, militare arabo
- Mu'awiya ibn Yazid, califfo (n. 661)

## Calendario
| Calendario 684 | Calendario 684 | Calendario 684 | Calendario 684 | Calendario 684 | Calendario 684 | Calendario 684 | Calendario 684 | Calendario 684 | Calendario 684 | Calendario 684 | Calendario 684 | Calendario 684 | Calendario 684 | Calendario 684 | Calendario 684 | Calendario 684 | Calendario 684 | Calendario 684 | Calendario 684 | Calendario 684 | Calendario 684 | Calendario 684 | Calendario 684 | Calendario 684 | Calendario 684 | Calendario 684 | Calendario 684 | Calendario 684 | Calendario 684 | Calendario 684 | Calendario 684 | Calendario 684 |
| -------------- | -------------- | -------------- | -------------- | -------------- | -------------- | -------------- | -------------- | -------------- | -------------- | -------------- | -------------- | -------------- | -------------- | -------------- | -------------- | -------------- | -------------- | -------------- | -------------- | -------------- | -------------- | -------------- | -------------- | -------------- | -------------- | -------------- | -------------- | -------------- | -------------- | -------------- | -------------- | -------------- |
|                | 1              | 2              | 3              | 4              | 5              | 6              | 7              | 8              | 9              | 10             | 11             | 12             | 13             | 14             | 15             | 16             | 17             | 18             | 19             | 20             | 21             | 22             | 23             | 24             | 25             | 26             | 27             | 28             | 29             | 30             | 31             |                |
| Gennaio        | Ve             | Sa             | Do             | Lu             | Ma             | Me             | Gi             | Ve             | Sa             | Do             | Lu             | Ma             | Me             | Gi             | Ve             | Sa             | Do             | Lu             | Ma             | Me             | Gi             | Ve             | Sa             | Do             | Lu             | Ma             | Me             | Gi             | Ve             | Sa             | Do             |                |
| Febbraio       | Lu             | Ma             | Me             | Gi             | Ve             | Sa             | Do             | Lu             | Ma             | Me             | Gi             | Ve             | Sa             | Do             | Lu             | Ma             | Me             | Gi             | Ve             | Sa             | Do             | Lu             | Ma             | Me             | Gi             | Ve             | Sa             | Do             | Lu             |                |                |                |
| Marzo          | Ma             | Me             | Gi             | Ve             | Sa             | Do             | Lu             | Ma             | Me             | Gi             | Ve             | Sa             | Do             | Lu             | Ma             | Me             | Gi             | Ve             | Sa             | Do             | Lu             | Ma             | Me             | Gi             | Ve             | Sa             | Do             | Lu             | Ma             | Me             | Gi             |                |
| Aprile         | Ve             | Sa             | Do             | Lu             | Ma             | Me             | Gi             | Ve             | Sa             | Do             | Lu             | Ma             | Me             | Gi             | Ve             | Sa             | Do             | Lu             | Ma             | Me             | Gi             | Ve             | Sa             | Do             | Lu             | Ma             | Me             | Gi             | Ve             | Sa             |                |                |
| Maggio         | Do             | Lu             | Ma             | Me             | Gi             | Ve             | Sa             | Do             | Lu             | Ma             | Me             | Gi             | Ve             | Sa             | Do             | Lu             | Ma             | Me             | Gi             | Ve             | Sa             | Do             | Lu             | Ma             | Me             | Gi             | Ve             | Sa             | Do             | Lu             | Ma             |                |
| Giugno         | Me             | Gi             | Ve             | Sa             | Do             | Lu             | Ma             | Me             | Gi             | Ve             | Sa             | Do             | Lu             | Ma             | Me             | Gi             | Ve             | Sa             | Do             | Lu             | Ma             | Me             | Gi             | Ve             | Sa             | Do             | Lu             | Ma             | Me             | Gi             |                |                |
| Luglio         | Ve             | Sa             | Do             | Lu             | Ma             | Me             | Gi             | Ve             | Sa             | Do             | Lu             | Ma             | Me             | Gi             | Ve             | Sa             | Do             | Lu             | Ma             | Me             | Gi             | Ve             | Sa             | Do             | Lu             | Ma             | Me             | Gi             | Ve             | Sa             | Do             |                |
| Agosto         | Lu             | Ma             | Me             | Gi             | Ve             | Sa             | Do             | Lu             | Ma             | Me             | Gi             | Ve             | Sa             | Do             | Lu             | Ma             | Me             | Gi             | Ve             | Sa             | Do             | Lu             | Ma             | Me             | Gi             | Ve             | Sa             | Do             | Lu             | Ma             | Me             |                |
| Settembre      | Gi             | Ve             | Sa             | Do             | Lu             | Ma             | Me             | Gi             | Ve             | Sa             | Do             | Lu             | Ma             | Me             | Gi             | Ve             | Sa             | Do             | Lu             | Ma             | Me             | Gi             | Ve             | Sa             | Do             | Lu             | Ma             | Me             | Gi             | Ve             |                |                |
| Ottobre        | Sa             | Do             | Lu             | Ma             | Me             | Gi             | Ve             | Sa             | Do             | Lu             | Ma             | Me             | Gi             | Ve             | Sa             | Do             | Lu             | Ma             | Me             | Gi             | Ve             | Sa             | Do             | Lu             | Ma             | Me             | Gi             | Ve             | Sa             | Do             | Lu             |                |
| Novembre       | Ma             | Me             | Gi             | Ve             | Sa             | Do             | Lu             | Ma             | Me             | Gi             | Ve             | Sa             | Do             | Lu             | Ma             | Me             | Gi             | Ve             | Sa             | Do             | Lu             | Ma             | Me             | Gi             | Ve             | Sa             | Do             | Lu             | Ma             | Me             |                |                |
| Dicembre       | Gi             | Ve             | Sa             | Do             | Lu             | Ma             | Me             | Gi             | Ve             | Sa             | Do             | Lu             | Ma             | Me             | Gi             | Ve             | Sa             | Do             | Lu             | Ma             | Me             | Gi             | Ve             | Sa             | Do             | Lu             | Ma             | Me             | Gi             | Ve             | Sa             |                |

## Capi di Stato
- Santa Sede — Benedetto II Papa (684–685)
- Giappone — L'imperatore Temmu, domina sul Giappone (672–686)